# Héronchelles
Héronchelles est une commune française située dans le département de la Seine-Maritime en région Normandie.

## Géographie
| Sainte-Croix-sur-Buchy |              | Bois-Héroult  |
| Ernemont-sur-Buchy     | Héronchelles | Bois-Guilbert |
| Boissay                |              | Rebets        |

### Hydrographie
La commune est située dans le bassin Seine-Normandie. Elle est drainée par le Heron et l'Héronchelles,,.
Le Héron, d'une longueur de 14 km, prend sa source dans la commune de Buchy et se jette  dans l'Andelle à Vascœuil, après avoir traversé six communes. 

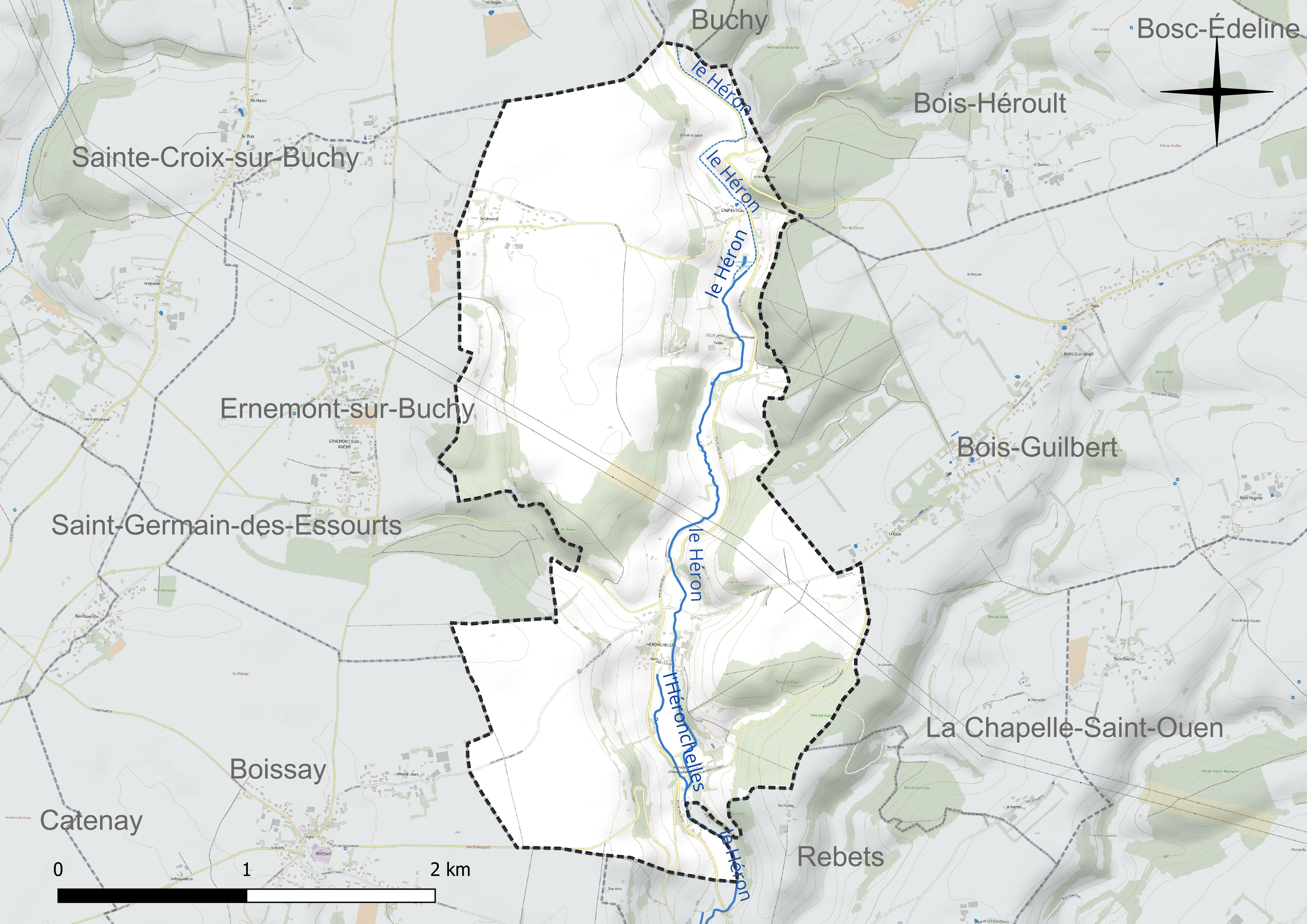
Réseau hydrographique d'Héronchelles.

### Climat
Pour des articles plus généraux, voir Climat de la Normandie et Climat de la Seine-Maritime.
En 2010, le climat de la commune est de type climat océanique dégradé des plaines du Centre et du Nord, selon une étude du CNRS s'appuyant sur une série de données couvrant la période 1971-2000. En 2020, Météo-France publie une typologie des climats de la France métropolitaine dans laquelle la commune est exposée à un climat océanique et est dans la région climatique Côtes de la Manche orientale, caractérisée par un faible ensoleillement (1 550 h/an) ; forte humidité de l’air (plus de 20 h/jour avec humidité relative > 80 % en hiver), vents forts fréquents. Parallèlement le GIEC normand, un groupe régional d’experts sur le climat, différencie quant à lui, dans une étude de 2020, trois grands types de climats pour la région Normandie, nuancés à une échelle plus fine par les facteurs géographiques locaux. La commune est, selon ce zonage, exposée à un « climat contrasté des collines », correspondant au Pays de Bray, bien arrosé et frais.
Pour la période 1971-2000, la température annuelle moyenne est de 10,1 °C, avec une amplitude thermique annuelle de 14 °C. Le cumul annuel moyen de précipitations est de 849 mm, avec 13,3 jours de précipitations en janvier et 8,5 jours en juillet. Pour la période 1991-2020, la température moyenne annuelle observée sur la station météorologique la plus proche, située sur la commune de Forges-les-Eaux à 15 km à vol d'oiseau, est de 10,7 °C et le cumul annuel moyen de précipitations est de 860,1 mm,. Pour l'avenir, les paramètres climatiques de la commune estimés pour 2050 selon différents scénarios d’émission de gaz à effet de serre sont consultables sur un site dédié publié par Météo-France en novembre 2022.

## Urbanisme

### Typologie
Au 1er janvier 2024, Héronchelles est catégorisée commune rurale à habitat très dispersé, selon la nouvelle grille communale de densité à sept niveaux définie par l'Insee en 2022.
Elle est située hors unité urbaine. Par ailleurs la commune fait partie de l'aire d'attraction de Rouen, dont elle est une commune de la couronne,. Cette aire, qui regroupe 317 communes, est catégorisée dans les aires de 200 000 à moins de 700 000 habitants,.

### Occupation des sols
L'occupation des sols de la commune, telle qu'elle ressort de la base de données européenne d’occupation biophysique des sols Corine Land Cover (CLC), est marquée par l'importance des territoires agricoles (85,2 % en 2018), une proportion identique à celle de 1990 (85,2 %). La répartition détaillée en 2018 est la suivante : 
terres arables (42,6 %), prairies (41,8 %), forêts (14,8 %), zones agricoles hétérogènes (0,8 %). L'évolution de l’occupation des sols de la commune et de ses infrastructures peut être observée sur les différentes représentations cartographiques du territoire : la carte de Cassini (XVIIIe siècle), la carte d'état-major (1820-1866) et les cartes ou photos aériennes de l'IGN pour la période actuelle (1950 à aujourd'hui).

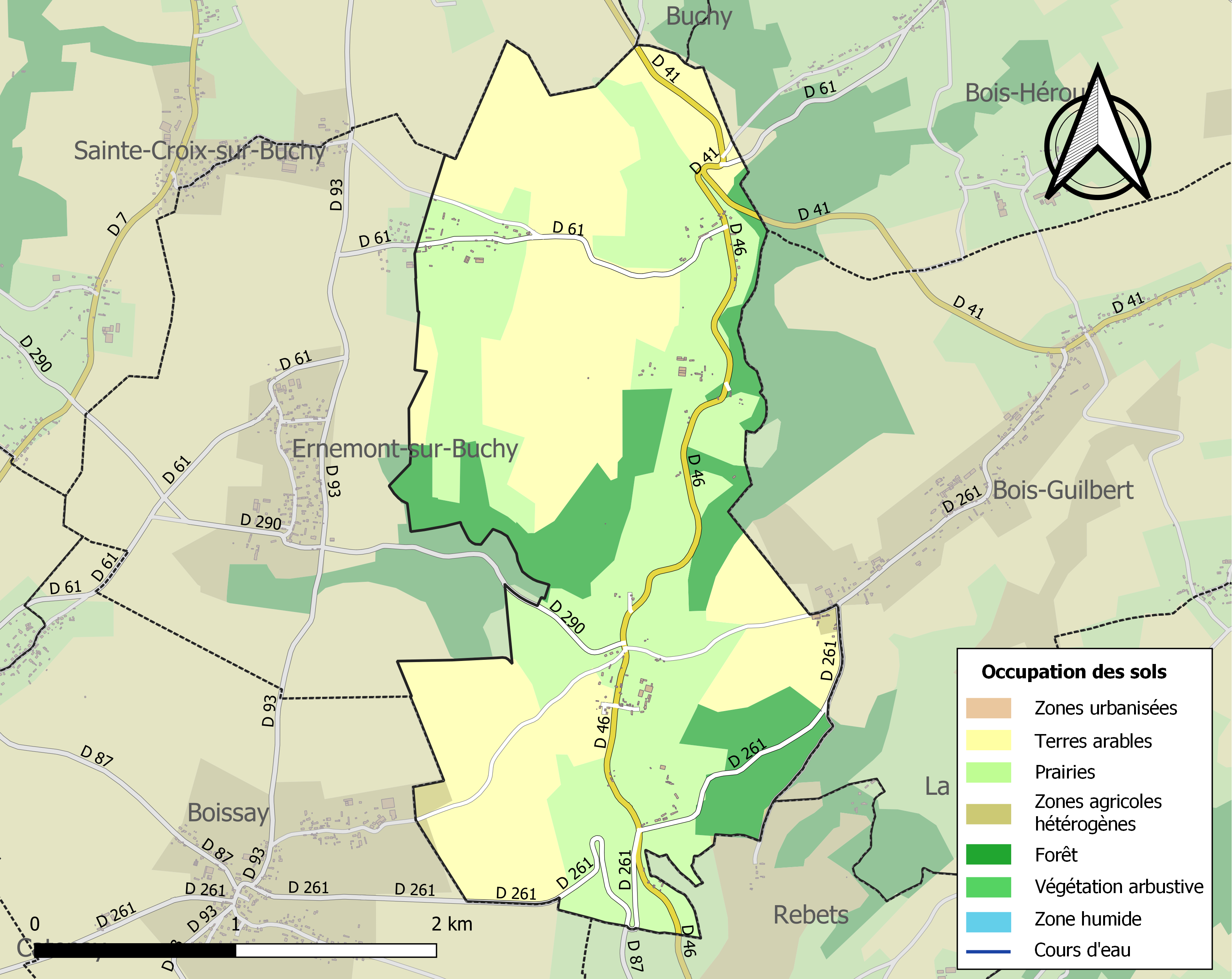
Carte des infrastructures et de l'occupation des sols de la commune en 2018 (CLC).

## Toponymie
Le nom de la localité est attesté sous les formes Hairuncel en 1181 et 1189; Feodum ad Heronchel vers 1210; Ecclesia de Haroncello en 1240; de Heronchel en 1238; Heronchel en 1319; Heronchel entre 1337 et 1431 (Longnon); Fieu de Heronchel en 1362; seigneurie d'Heronchel en 1456; de Héroncel en 1490; Ecclesia Sancte Genovefe de Heroonchelles en 1538; Sancta Genovefa de Heronchella en 1641; Sainte Geneviève d'Héronchet en 1715; Heronchet en 1715 (Frémont), en 1738 (Pouillés); Hérondelle en 1757 (Cassini); Hérondelles en 1953.
La commune Le Héron est à la source d'une rivière qui arrose Héronchelles.

Il semble qu'on ait fait usage en toponymie de diminutifs de noms de cours d'eau, pris isolément en l'absence du toponyme. L'hydronyme simple Héron est employé avec le suffixe diminutif normad -cel, puis -celles,.

## Politique et administration
| Période                                  | Période                    | Identité            | Étiquette | Qualité                         |
| ---------------------------------------- | -------------------------- | ------------------- | --------- | ------------------------------- |
| Les données manquantes sont à compléter. |                            |                     |           |                                 |
| 1902                                     |                            | Le Balleur          |           |                                 |
| Les données manquantes sont à compléter. |                            |                     |           |                                 |
| mars 2001                                | 2014                       | Christian Alexandre | FN,       |                                 |
| 2014                                     | En cours (au 10 août 2020) | Jean-Luc Poyen      |           | Réélu pour le mandat 2020-2026, |

## Démographie
L'évolution du nombre d'habitants est connue à travers les recensements de la population effectués dans la commune depuis 1793. Pour les communes de moins de 10 000 habitants, une enquête de recensement portant sur toute la population est réalisée tous les cinq ans, les populations de référence des années intermédiaires étant quant à elles estimées par interpolation ou extrapolation. Pour la commune, le premier recensement exhaustif entrant dans le cadre du nouveau dispositif a été réalisé en 2004.

En 2022, la commune comptait 145 habitants, en évolution de +5,07 % par rapport à 2016 (Seine-Maritime : +0,35 %, France hors Mayotte : +2,11 %).
| 1793 | 1800 | 1806 | 1821 | 1831 | 1836 | 1841 | 1846 | 1851 |
| ---- | ---- | ---- | ---- | ---- | ---- | ---- | ---- | ---- |
| 130  | 120  | 93   | 99   | 218  | 198  | 191  | 183  | 169  |

| 1856 | 1861 | 1866 | 1872 | 1876 | 1881 | 1886 | 1891 | 1896 |
| ---- | ---- | ---- | ---- | ---- | ---- | ---- | ---- | ---- |
| 158  | 143  | 157  | 132  | 142  | 130  | 107  | 109  | 104  |

| 1901 | 1906 | 1911 | 1921 | 1926 | 1931 | 1936 | 1946 | 1954 |
| ---- | ---- | ---- | ---- | ---- | ---- | ---- | ---- | ---- |
| 118  | 122  | 138  | 111  | 108  | 101  | 119  | 130  | 111  |

| 1962 | 1968 | 1975 | 1982 | 1990 | 1999 | 2004 | 2006 | 2009 |
| ---- | ---- | ---- | ---- | ---- | ---- | ---- | ---- | ---- |
| 108  | 88   | 102  | 91   | 102  | 89   | 99   | 105  | 122  |

| 2014 | 2019 | 2022 | - | - | - | - | - | - |
| ---- | ---- | ---- | - | - | - | - | - | - |
| 131  | 143  | 145  | - | - | - | - | - | - |

## Culture locale et patrimoine

### Lieux et monuments
- Église Sainte-Geneviève-et-Saint-Nicolas.

### Personnalités liées à la commune
- Alfred Lerond, artiste peintre et sculpteur originaire de Mont-Saint-Aignan, vécut à Héronchelles. Le peintre Blaise Patrix fut son élève.